# Emma (telessérie)
Emma é uma série britânica da BBC realizada em 2009, em 4 episódios, produzida para a TV. Tendo por base o romance homônimo de Jane Austen, a série foi estrelada por Romola Garai e Jonny Lee Miller, nos papéis de Emma e George Knightley. Os episódios foram adaptados por Sandy Welch, aclamada escritora que adaptara outros romances para a BBC, tais como Jane Eyre e North and South, e a direção foi feita por Jim O'Hanlon. A série, originalmente, foi exibida nas noites de domingo, pela BBC, de 4 a 25 de outubro de 2009.

## Elenco
- Robert Bathurst… Mr. Weston
- Louise Dylan… Harriet Smith
- Rupert Evans… Frank Churchill
- Dan Fredenburgh… John Knightley
- Michael Gambon… Mr. Woodhouse
- Romola Garai… Emma Woodhouse
- Tamsin Greig… Miss Bates
- Jodhi May… Anne Taylor
- Jonny Lee Miller… Mr. Knightley
- Poppy Miller… Isabella Knightley
- Laura Pyper… Jane Fairfax
- Blake Ritson… Mr. Elton
- Christina Cole… Mrs. Elton
- Jamie Glover… Henry Knightley
- Jefferson Hall… Robert Martin
- Joshua Jones… James Knightley
- Valerie Lilley… Mrs. Bates
- Veronica Roberts… Mrs. Goddard
- Pauline Stone… Mrs. Martin
- Eileen O'Higgins… Miss Martin
- Sarah Ovens… Miss Martin
- Liza Sadovy… Mrs. Cole

## Sinopse
Para maiores detalhes da história, veja o artigo: Emma
Emma é uma jovem e rica mulher que não pretende se casar, e que passa o tempo manipulando as pessoas para que encontrem o casamento mais apropriado. Seu único crítico é um vizinho, George Knightley, irmão do marido da irmã mais velha de Emma.
Ao longo da história, Emma comete vários enganos, e interpreta erroneamente as pretensões e desejos alheios, causando muitos problemas para os que vivem ao seu redor, até que, finalmente, percebe que está, ela mesma, apaixonada. Quando a amiga Harriet Smith, até então vítima de suas manipulações e conspirações, demonstra repentinamente interesse por George, Emma, através do ciúme, revela-se apaixonada por ele.

## Trilha sonora
A trilha sonora original foi composta por Samuel Sim, e muitos temas foram apresentados na série. A lista do álbum é a seguinte:
1. "Emma Main Titles"
2. "Emma Woodhouse Was Borne"
3. "Expansion Project"
4. "Rescued from the Gypsies"
5. "A Ball"
6. "Knightley's Walk"
7. "Dolls"
8. "The World Has Left Us Behind"
9. "Arrival of Little Knightley"
10. "Donwell Dancing Again"
11. "Superior Men"
12. "Matchmaker"
13. "Walk of Shame"
14. "Playing Harriet"
15. "Without Suspicion"
16. "Frank Is Free"
17. "Mr. Elton"
18. "Blind Endeavours"
19. "The Last Dance"
20. "Lost and Found"
21. "Only People We Like"
22. "The Ship's Cook"
23. "Cliff Tops"
24. "Secrets"
25. "It's Snowing and Heavily"